# The Movies: Stunts and Effects
The Movies: Stunts and Effects est une extension pour le jeu de simulation PC The Movies sorti uniquement, contrairement au jeu original, aux États-Unis le 6 juin 2006 et le 16 juin au Royaume-Uni

## Caractéristiques
Ce nouvel add-on ajoute de nouveaux effets spéciaux, des plateaux de tournage avec de nouveaux éléments mobiles comme les hélicoptères ainsi que des nouveaux costumes et ensembles. Les nouveaux dispositifs permettent d'engager des doublures et des cascadeurs qui feront certaines scènes périlleuses à la place de la star elle-même pour éviter les blessures.
Le nouveau dispositif Free-Cam permettra aux joueurs de déplacer la caméra avec l'angle de vue de leur choix pendant le tournage des scènes.
Parmi les nouveaux plateaux de tournage, on cite la ville miniature, la jungle, la rue commerciale, etc.